# Alexandra Gentil
Alexandra Gentil est une actrice française.

## Filmographie
Sauf indication contraire, les informations mentionnées dans cette section peuvent être confirmées par la base de données cinématographiques IMDb,  présente dans la section « Liens externes ».

### Cinéma
- 2009 : Joueuse de Caroline Bottaro : Lisa
- 2012 : Sans attendre, court métrage de Thibault Jarry[1]
- 2013 : Anna et Otto de Julien Petit
- 2014 : La Crème de la crème  de Kim Chapiron : Distributrice de journaux
- 2014 : Les Yeux jaunes des crocodiles de Cécile Telerman : Iris, étudiante
- 2015 : A Love You de Paul Lefèvre : Claire
- 2015 : Les Robes volantes, court métrage de Louis Farge[1]
- 2015 : Les animaux ne s'enterrent pas, court métrage de Thibaut Charlut
- 2022 : Les Vedettes de Jonathan Barré : Léa
- 2023 : La Nonne : La Malédiction de Sainte-Lucie de Michael Chaves : Sœur Astrid
- 2023 : Marie-Line et son juge de Jean-Pierre Améris : Johanna

### Télévision
- 2007 - 2017 : Fais pas ci, fais pas ça, série créée par Anne Giafferi et Thierry Bizot, saisons 1 à 9 : Tiphaine Kalamian Lepic
- 2009 : Duel en ville, mini-série réalisée par Pascal Chaumeil : Pauline
- 2011 : L'Épervier, mini-série réalisée par Stéphane Clavier : Louise
- 2020 : Fais pas ci, fais pas ça : Y aura-t-il Noël à Noël ? de Michel Leclerc : Tiphaine Kalamian Lepic
- 2024 : Fais pas ci, fais pas ça : On va marcher sur la Lune d'Alexandre Castagnetti : Tiphaine Kalamian Lepic

## Théâtre
- 2009 : Vie privée - The Philadelphia Story avec Anne Brochet, Julien Boisselier et Samuel Jouy, mise en scène par Pierre Laville, au Théâtre Antoine
- 2018 : Le Pays lointain (un arrangement) d'après Jean-Luc Lagarce, mise en scène de Christophe Rauck, au Théâtre du Nord
- 2021 : Kliniken de Lars Noren, mise en scène de Julie Duclos, création au Théâtre National de Bretagne novembre 2021.